# 여수 고락산성
여수 고락산성(麗水 鼓樂山城)은 대한민국 전라남도 여수시 문수동에 있는 백제의 산성이다. 2010년 11월 19일 전라남도의 기념물 제244호로 지정되었다.

## 개요
고락산성은 고락산의 중간(해발200.9m)에 본성이 있고, 산의 정상부(해발 335m)애 보루를 갖추고 있다. 본선의 둘레는 354m로 소형에 속하고, 보루는 둘레 100m이며, 체성의 내외벽 너비는 510 ~ 530 cm 정도이다. 산성의 형식은 테뫼식이며, 테뫼식 중에서 산복식 산성으로 분류할 수 있다. 축성법은 협축식이며 거의 수직으로 쌓았다. 본성의 문은 3개이며, 보루의 문은 2개이다. 집수정은 석축의 원형 2개, 점토만을 이용한 장방형 집수정 3개 등 모두 5개이다. 건물지는 초석이 있는 2동과 수혈식 건물지 11동 등 백제시대 건물지 13동이 확인되었고, 이 산성이 형성되기 이전에 본성의 정상부 평탄지에서 원형계의 철기시대 건물지 13동이 있었다.
출토유물은 기와, 철기류, 마구류, 토기류 등인데 모두 백제시대의 것이다. 마구류는 재갈과 행엽 등이 있고, 토기류는 호, 고배, 개배, 삼족토기, 기대, 호자 등 다양하다. 이 가운데 녹유완과 토기호자 등은 중국과의 문화교류를 살펴볼 수 있는 자료이고, 원형투공의 고배와 돌대가 있는 장경호 등은 가야와의 문화교류가 있었던 유물로 추정된다.
이 산성은 입지, 축성법, 출토유물 등을 백제의 다른 산성들과 비교해 볼 때 6세기 중엽경부터 백제 멸망 때까지 사용되었던 것으로 보이며, 이와 비슷한 산성들은 척산산성(오림동), 선원동산성(선원동), 월암산성(돌산읍) 등이 있다.
고락산성은 그동안 이순신 장군이 쌓았던 9개의 옹성 가운데 하나로 알려져 왔으나 순천대학교박물관에서 1999년부터 2003년까지 3차에 걸쳐 발굴조사한 결과 백제시대에 축성하였던 산성으로 밝혀졌다.

## 고락산성 보루
보루는 고락산 정상해발 335m의 봉우리를 둘러싸고 있다. 평면형태는 원형으로 남쪽이 약간 돌출되어 있으며, 북쪽이 넓고 남쪽이 좁은 형태이다.
보루의 북쪽에 호랑산성이 있고, 북서쪽 멀리에 순천 검단산성과 왜성이 있으며, 서쪽으로 소라면을 비롯한 순천만이 있다. 산성의 동쪽에 봉화산이 있고, 터미널 뒷편에 척산산성이 있으며, 남쪽으로 오동도와 돌산도를 비롯한 해안이 보이고 있다. 이처럼 보루는 상대적으로 낮은 봉우리에 위치하고 있는 본성에서 조망할 수 없는 해안지역과 해안지역에서 내륙으로 연결되는 육로를 관찰할 수 있는 좋은 전망을 갖추고 있다.
성벽의 총 둘레는 100m로 소형이다. 성벽 가운데 북동쪽 일부를 제외하고 대부분 잘 남아있고, 성벽의 너비는 510 ~ 550 cm 정도이다. 석벽은 내외벽을 모두 쌓고 그 사이에는 돌을 무질서하게 채워 넣은 협축식이다. 성 관련시설로 문지 2개소와 집수정 1개소가 조사되었다. 동문지는 능선에서 남쪽으로 약간 돌아선 지점에 위치하고, 서문지는 집수정의 서쪽에 있다.
이와 같이 고락산성처럼 본성과 보루를 갖추고 있는 형식의 산성은 매우 독특한 것으로 서울 아차산성에서 비슷한 유형을 볼 수 있다.

## 갤러리

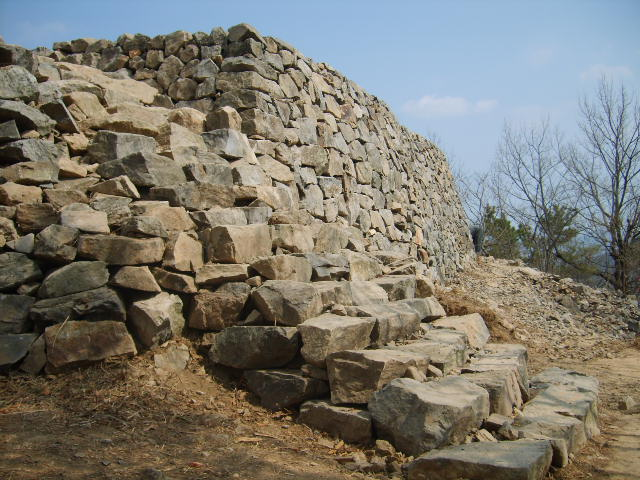
고락산성 보루
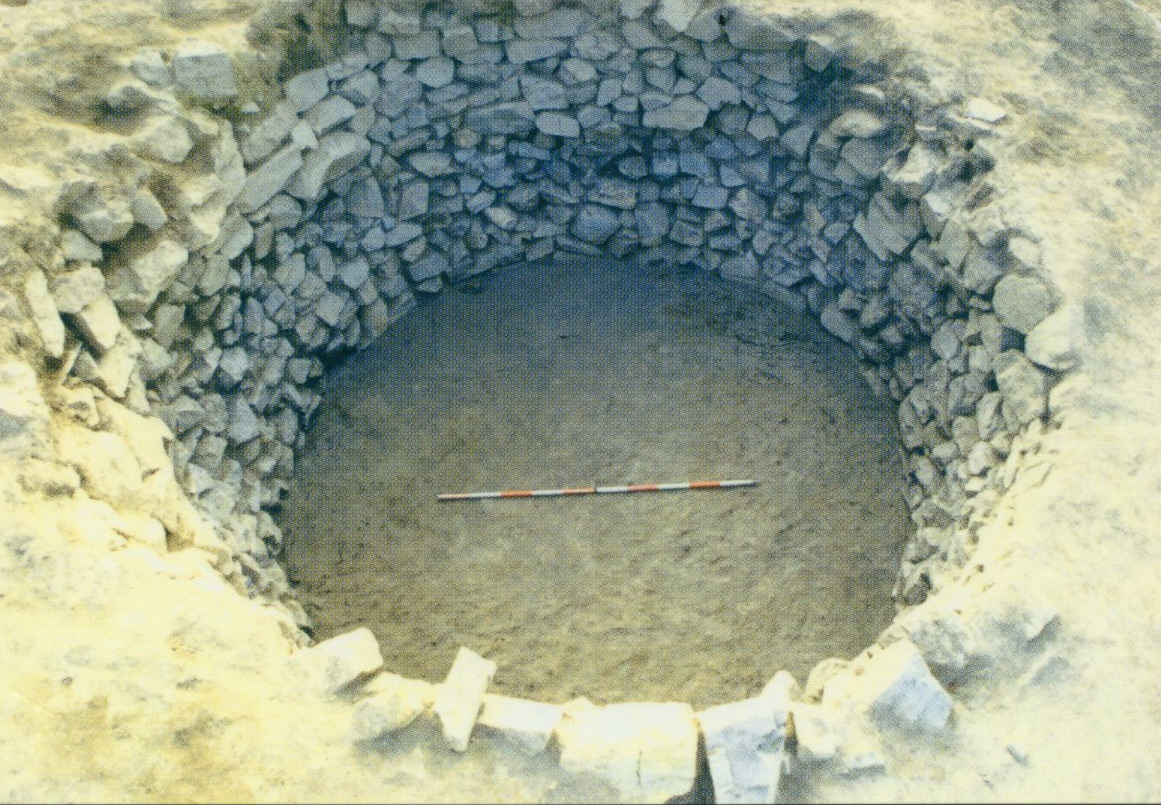
고락산성 본성 내 집수정

## 참고 자료
- 여수 고락산성 - 국가유산청 국가유산포털